# Nikolai Makàrov
Nikolai Artamónovitx Makàrov (en rus: Николай Артамонович Макаров) (Alma-Atà, 9 d'abril de 1958) va ser un ciclista soviètic. Competí en el ciclisme en pista on va obtenir la medalla d'or al Campionats del Món en Persecució amateur i una de bronze als de puntuació.

## Palmarès
- 1978
  -  Campió de l'URSS en Persecució
- 1979
  -  Campió del món en Persecució amateur